# Sedgwick County (Colorado)
Sedgwick County is een county in de Amerikaanse staat Colorado.
De county heeft een landoppervlakte van 1.420 km² en telt 2.747 inwoners (volkstelling 2000). De hoofdplaats is Julesburg.

## Bevolkingsontwikkeling

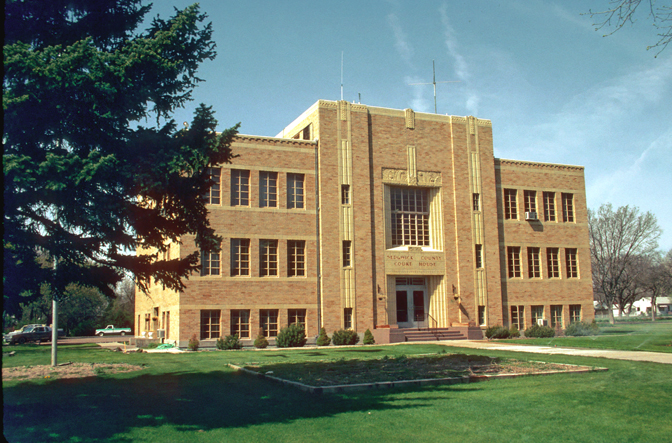
Sedgwick County Courthouse